# Uniwersytet Mikołaja Kopernika w Toruniu
Uniwersytet Mikołaja Kopernika w Toruniu (UMK) – polski publiczny uniwersytet utworzony w 1945 roku w Toruniu; w 2004 roku częścią uniwersytetu została Akademia Medyczna w Bydgoszczy, tworząc Collegium Medicum Uniwersytetu Mikołaja Kopernika. Uczelnia prowadzi stację badawczą na Spitsbergenie, a także kieruje Uniwersyteckim Liceum Ogólnokształcącym w Toruniu. Według rankingu szkół wyższych miesięcznika „Perspektywy” jeden z najlepszych polskich uniwersytetów, a także jedna z dziesięciu polskich uczelni badawczych – w 2019 roku uniwersytet otrzymał tytuł uczelni badawczej w konkursie „Inicjatywa Doskonałości – Uczelnia Badawcza”, zorganizowanym przez Ministerstwo Nauki i Szkolnictwa Wyższego.

## Charakterystyka
UMK należy do największych uczelni w Polsce, zarówno pod względem liczby studentów, jak i oferowanych kierunków studiów. Uniwersytet ma uprawnienia do nadawania stopnia doktora w 25 dyscyplinach naukowych oraz stopnia doktora habilitowanego w 22 dyscyplinach. W 2017 roku na uczelni było zatrudnionych 4354 osób, w tym 2228 pracowników naukowo-dydaktycznych. W tej grupie zatrudnionych jest ponad 500 samodzielnych pracowników naukowych – profesorów i doktorów habilitowanych. Na 17 wydziałach i w Interdyscyplinarnym Centrum Nowoczesnych Technologii UMK studiowało w 2017 roku blisko 25 tysięcy studentów, którzy kształcili się na 113 kierunkach studiów, 79 kursach i studiach podyplomowych oraz 24 rodzajach studiów doktoranckich.

## Historia

### Powstanie UMK

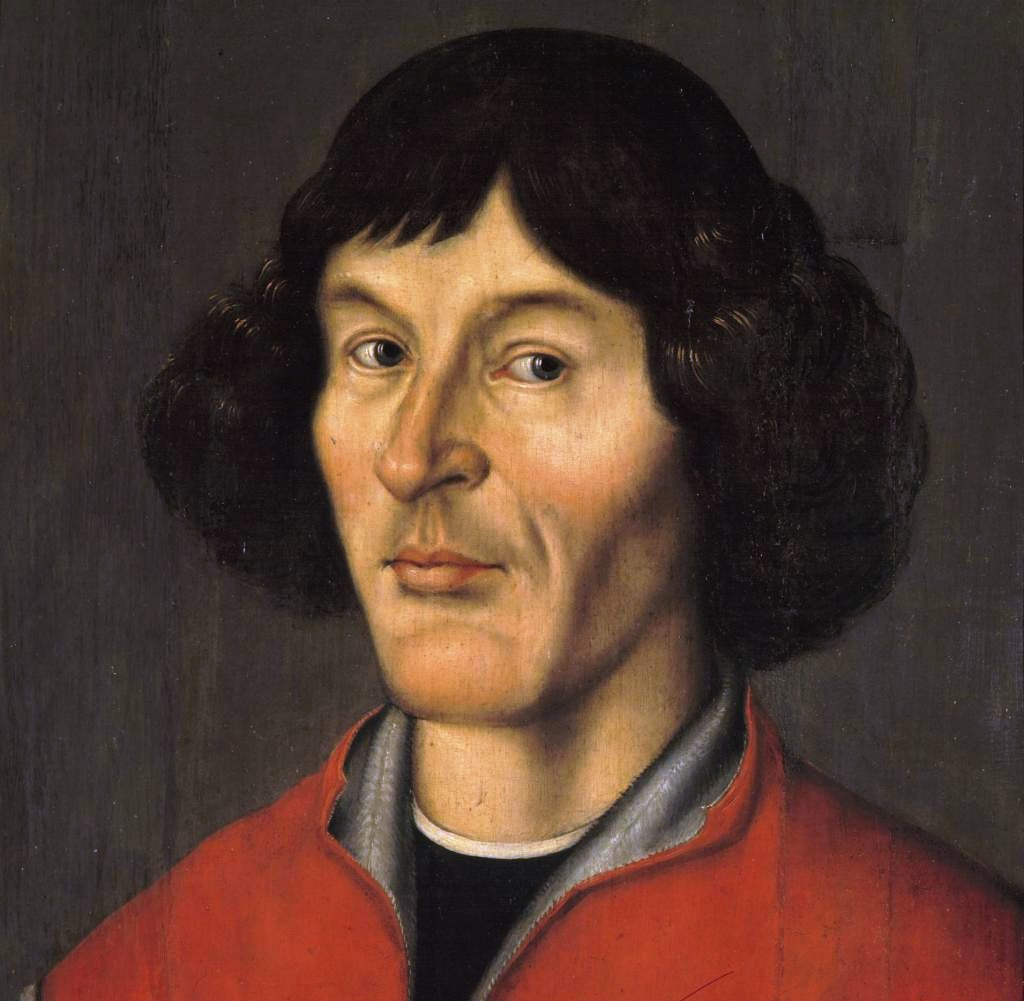
Mikołaj Kopernik, patron Uniwersytetu

W lutym 1945 roku delegat rządu dr Henryk Świątkowski zaproponował utworzenie uniwersytetu w Toruniu. Uniwersytet miał na celu aktywizować region pod względem naukowym i kulturalnym, wyrównać straty polskiej kultury po likwidacji Uniwersytetu Stefana Batorego w Wilnie i Uniwersytetu Jana Kazimierza we Lwowie, wykształcić kadry dla potrzeb gospodarki i kultury narodowej oraz rozwinąć akcję repolonizacyjną w Polsce Północnej. W imieniu profesorów z Wilna występował prof. Ludwik Kolankowski.
Od kwietnia 1945 roku prace przygotowawcze do utworzenia uniwersytetu kierował komitet organizacyjny, którego przewodniczącym był dr Henryk Świątkowski. W maju i czerwcu zaakceptowano projekt struktury organizacyjnej przyszłego uniwersytetu. W połowie lipca do Torunia przybyła grupa profesorów, asystentów, pracowników administracyjnych i bibliotecznych Uniwersytetu Stefana Batorego. Początkowo organizacją uniwersytetu w Toruniu zajmował się prof. Jan Wilczyński, jednak po miesiącu zlecił te obowiązki prof. Ludwikowi Kolankowskiemu. Dekret Rady Ministrów o utworzeniu Uniwersytetu Mikołaja Kopernika zatwierdzono 24 sierpnia 1945 roku.
Na mocy dekretu uczelnia liczyła dwa wydziały: Humanistyczny (z Sekcją Sztuk Pięknych) i Matematyczno-Przyrodniczy. Struktura Uniwersytetu odbiegała od zamierzeń organizatorów, którzy planowali powołanie uczelni wielowydziałowej. 5 listopada 1945 roku utworzono Wydział Prawno-Ekonomiczny, a 24 stycznia 1946 roku Sekcję Sztuk Pięknych przekształcono w samodzielny Wydział Sztuk Pięknych. Powołanie nowych wydziałów było możliwe dzięki pozyskaniu profesorów z Uniwersytetów we Lwowie, Poznaniu i Krakowie. 3 października 1945 roku rozpoczęto zapisy na studia w UMK. Pierwsze wykłady odbyły się 24 października. Poprowadzili je profesorowie Tadeusz Czezowski i Stefan Srebrny. 5 stycznia 1946 roku odbyła się uroczysta inauguracja pierwszego roku akademickiego. Miasto przekazało na rzecz Uniwersytetu kilka budynków (w 1945 Collegium Maius, Collegium Minus, budynek przy ul. Sienkiewicza 30), które wymagały remontów generalnych.

### Działalność UMK w latach 1945–1989
Do 1948 roku głównym zadaniem władz UMK było przygotowanie koniecznych warunków do pracy naukowej i dydaktycznej. W maju 1947 UMK otrzymało budynki przy ul. Grudziądzkiej (dla katedr chemicznych i fizycznych) oraz przy ul. Chopina (dla potrzeb Biblioteki Uniwersyteckiej). W latach 1948–1949 rozpoczęto budowę Obserwatorium Astronomicznego w Piwnicach.

W 1948 roku odbywały się studia na 22 kierunkach. Liczba studentów wynosiła ok. 3,1 tys. Rozpoczęto organizacje konferencji, zjazdów, przeprowadzono doktoraty i habilitacje, sam Uniwersytet włączył się w życie kulturalne Torunia.

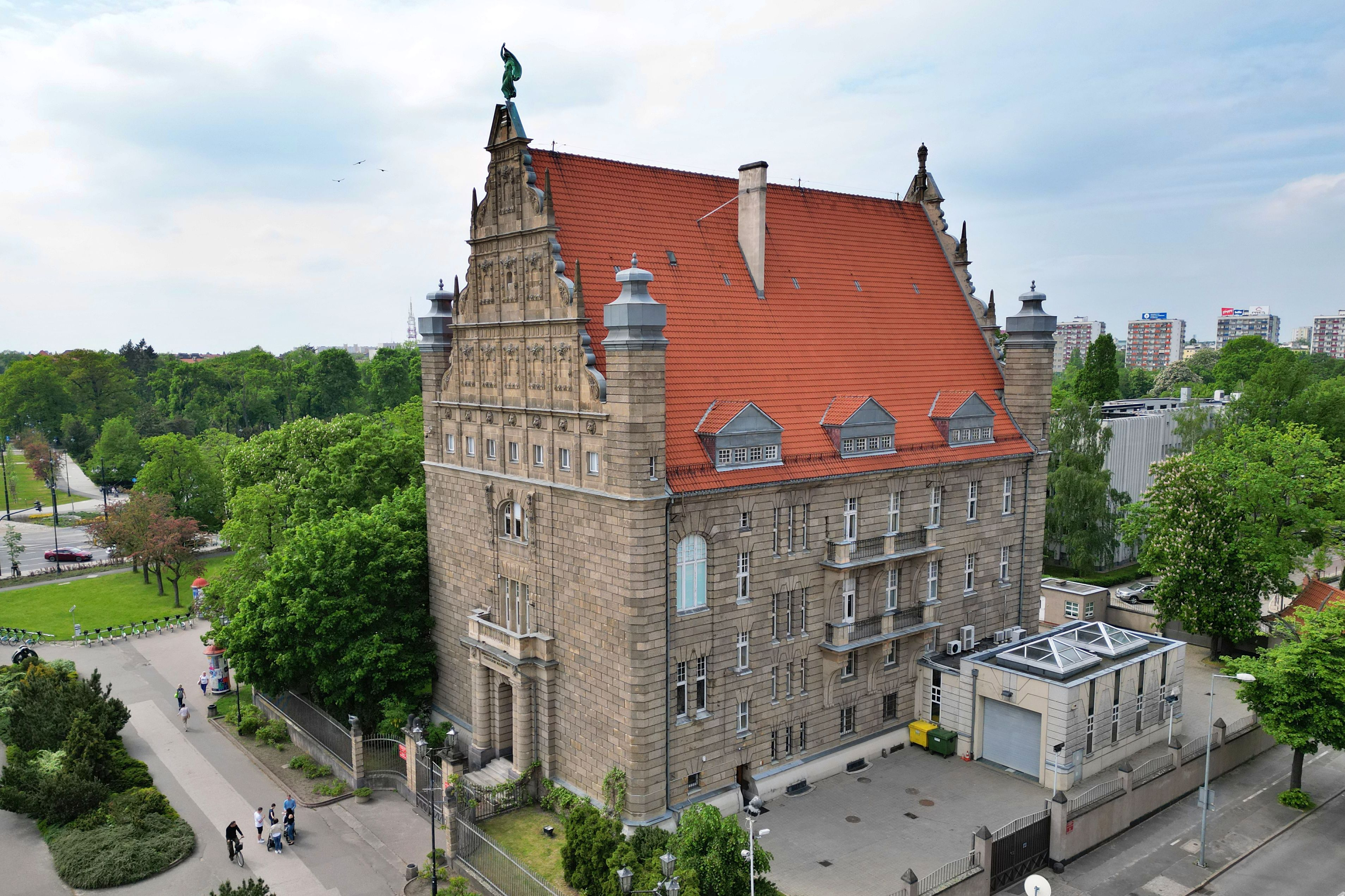
Collegium Maximum – pełni funkcje reprezentacyjne, a także jest siedzibą Uczelnianego Centrum Informatycznego i Muzeum Uniwersyteckiego

W 1949 roku UMK poddano ścisłej kontroli politycznej. W 1951 roku Wydział Matematyczno-Przyrodniczy podzielono na Wydział Biologii i Nauk o Ziemi oraz Matematyki, Fizyki i Chemii. W 1953 roku zlikwidowano Wydział Prawa. Na Wydziale Humanistycznym zlikwidowano większość kierunków studiów, pozostawiając wyłącznie historię i polonistykę. Ze względów politycznych kilku profesorów (m.in. Konrada Górskiego i Henryka Elzenberga) odsunięto od pracy dydaktycznej. W połowie lat 50. powołano Studium Nauki Języków Obcych i Studium Wychowania Fizycznego.

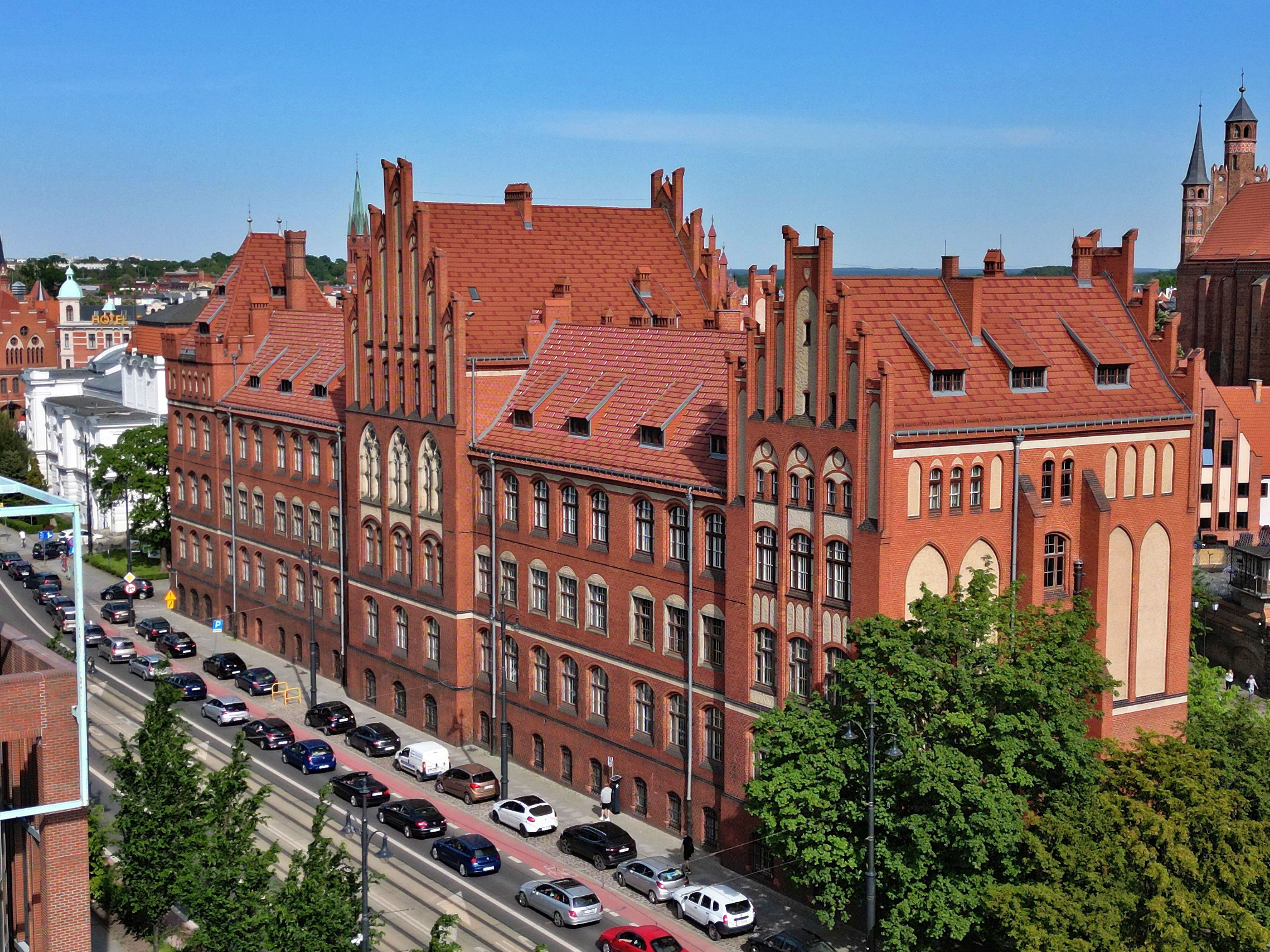
Collegium Maius

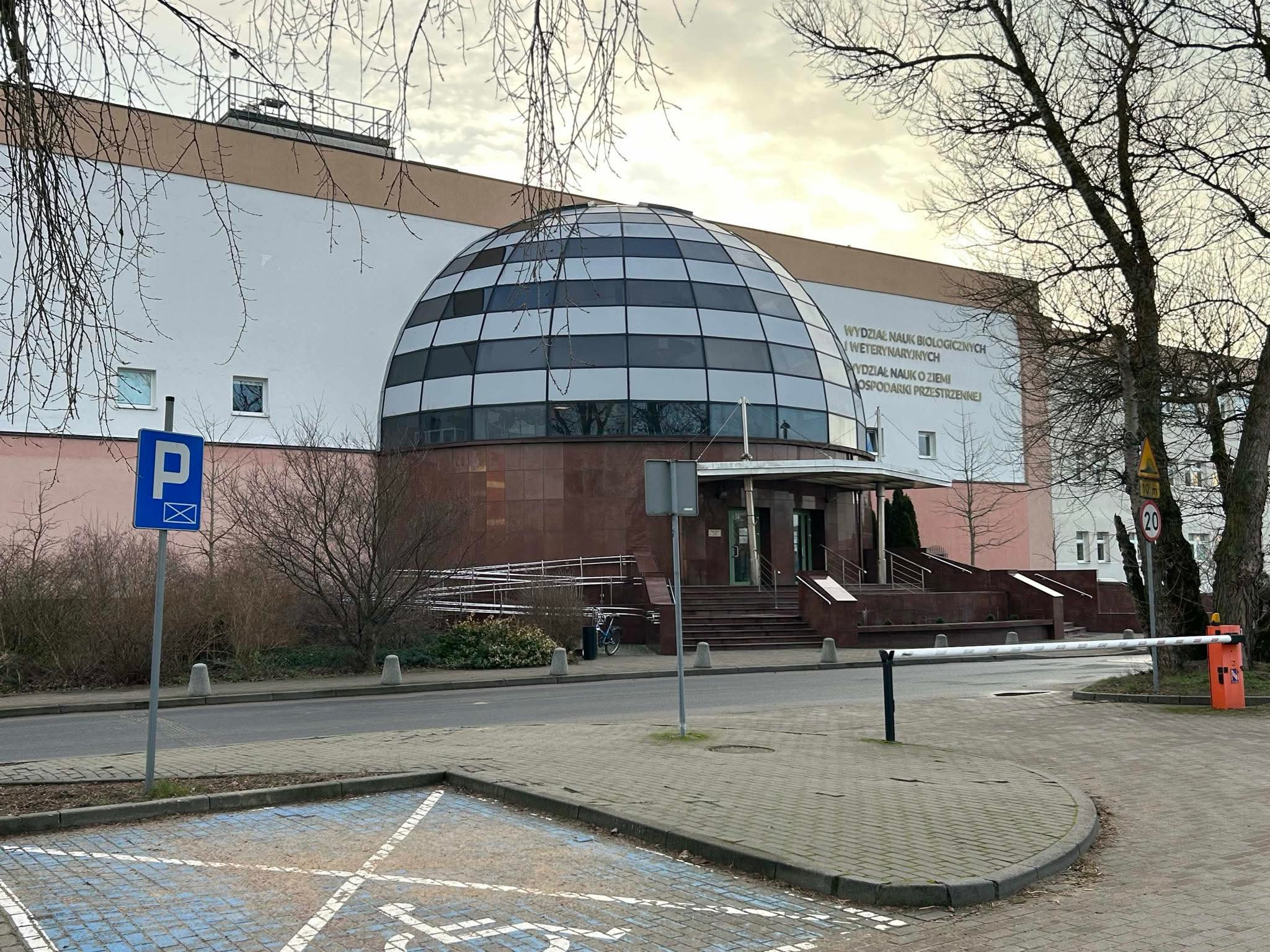
Wydział Nauk Biologicznych i Weterynaryjnych Uniwersytetu Mikołaja Kopernika w Toruniu oraz Wydział Nauk o Ziemi i Gospodarki Przestrzennej

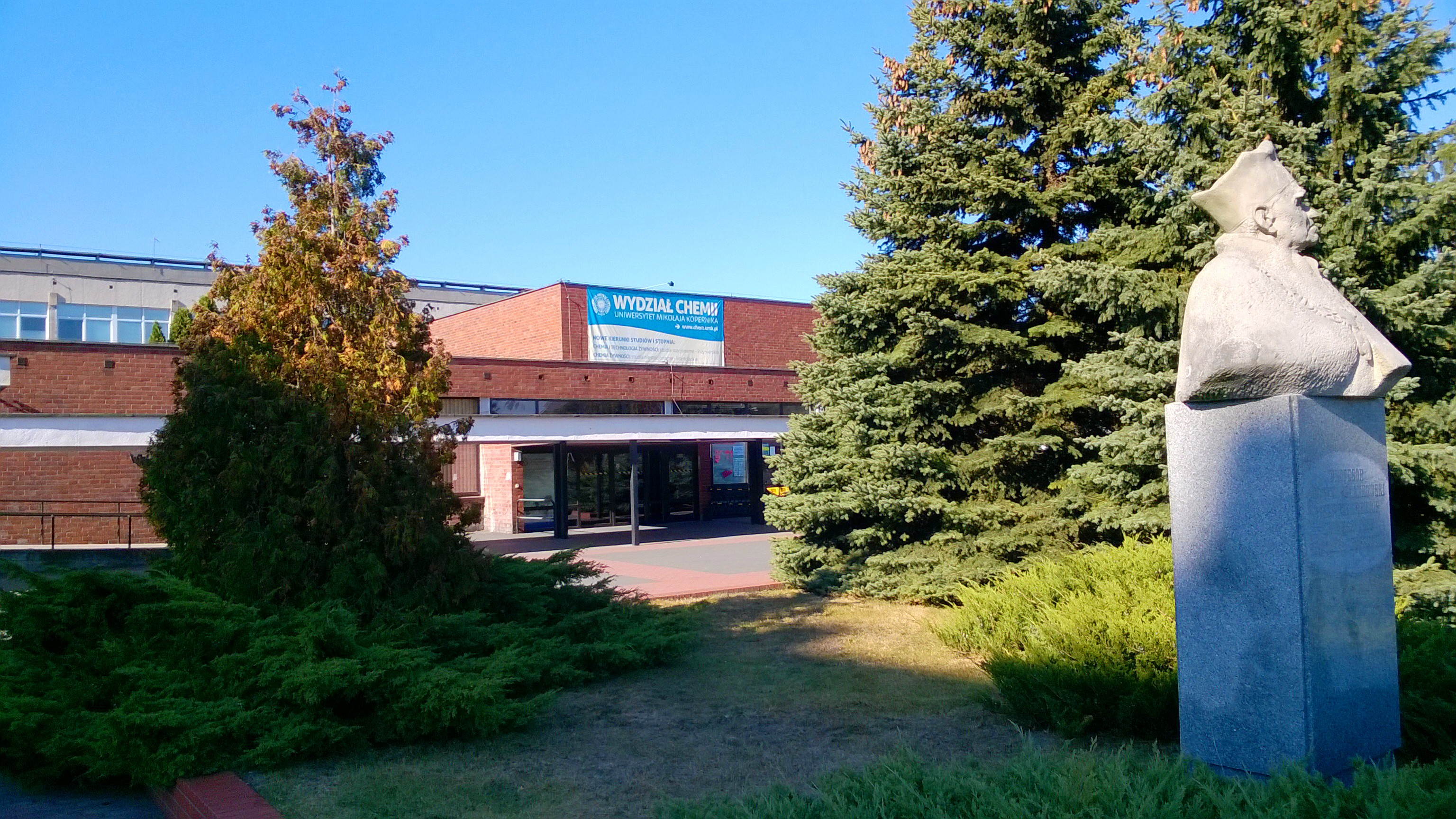
Wydział Chemii

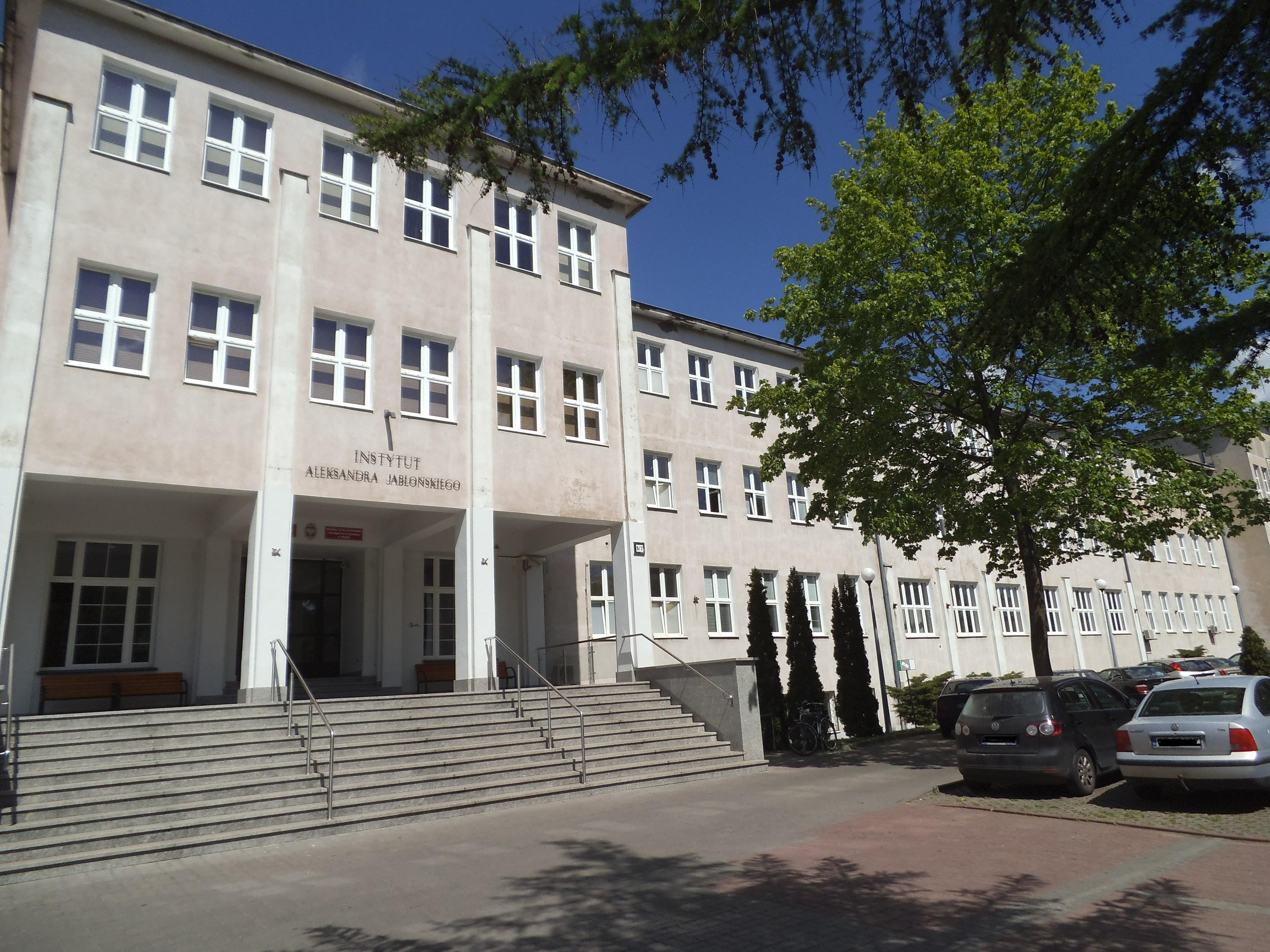
Wydział Fizyki, Astronomii i Informatyki Stosowanej

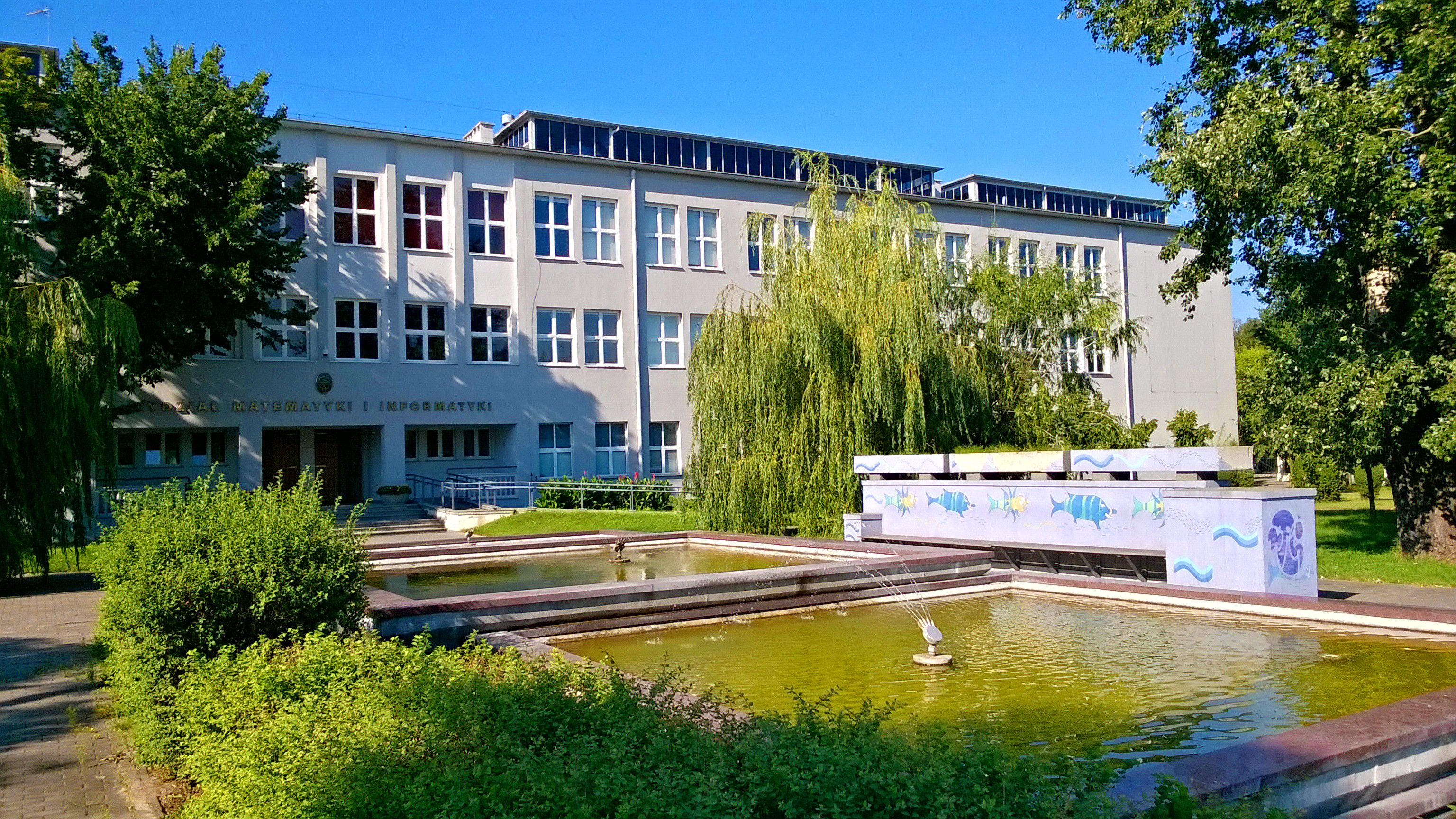
Wydział Matematyki i Informatyki

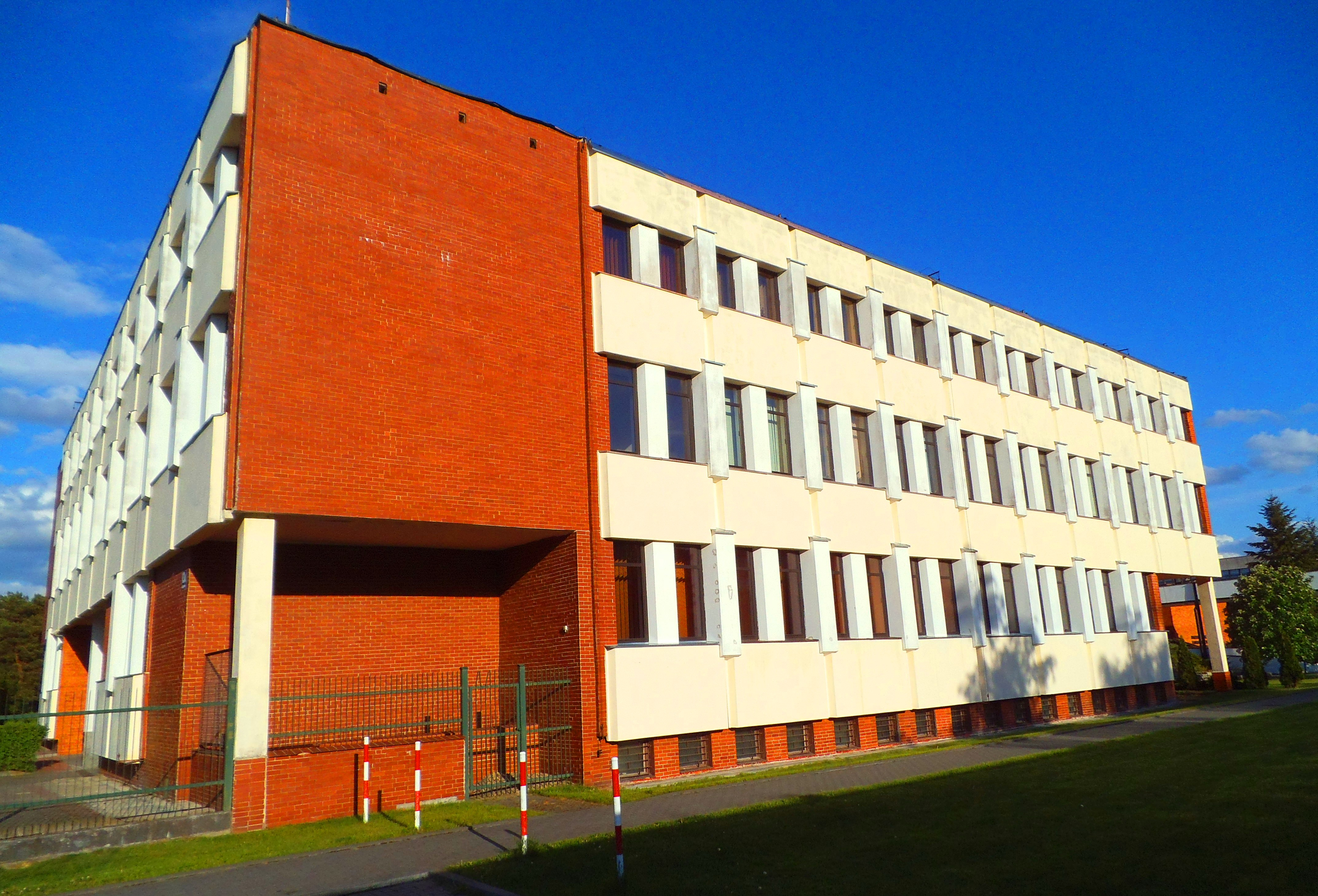
Collegium Jana Pawła II Wydziału Nauk Ekonomicznych i Zarządzania

Po polskim październiku 1956 przywrócono do pracy odsuniętych profesorów oraz rozbudowano strukturę organizacyjną. W 1958 roku przywrócono Wydział Prawa. Na początku lat 60. UMK ożywiło kontakty z zagranicznymi uniwersytetami. W czerwcu 1959 roku szwedzki astronom prof. Bertil Lindblad jako pierwszy zagraniczny naukowiec uzyskał doktorat honoris causa UMK. W latach 60. wybudowano cztery domy studenckie, następne pawilony obserwacyjne w Piwnicach. W 1965 roku władze Torunia przekazały UMK część budynku przy placu Teatralnym dla potrzeb historii oraz (w następnych latach) ekonomii. W 1962 roku władze centralne podjęły decyzję o sfinansowaniu budowy kampusu. W latach 1963–1965 opracowano plany budowy kampusu akademickiego na Bielanach. Plan zatwierdzono w marcu 1967 roku, prace rozpoczęto 9 czerwca. Kampus oddano do użytku 2 października 1973 roku. Był to pierwszy w Polsce tego typu kompleks zabudowań.
W latach 1966–1976 doszło do dużego rozwoju Uniwersytetu. Budowę kampusu połączono z obchodami 500 rocznicy urodzin Mikołaja Kopernika. Pierwszy etap budowy kampusu przeprowadzono w latach 1967–1973. Oddano do użytku nowe siedziby Biblioteki Uniwersyteckiej (31 grudnia 1972), Instytutu Biologii i Chemii (31 grudnia 1972), a także Aulę (31 grudnia 1972), Rektorat ze Studium Języków Obcych (31 grudnia 1971), nowe domy studenckie, dwa hotele asystenckie, stołówkę, salę gimnastyczną, pomieszczenia przychodni lekarskiej. W Piwnicach rozbudowano ośrodek radioastronomii. Odbywający się w 1973 Rok Kopernikański przyczynił się do wzrostu popularności UMK w Polsce i na świecie. W 1968 roku utworzono Instytut Ekonomiczny, 10 lat później przekształcony w Wydział Nauk Ekonomicznych.
Na przełomie lat 70. i 80. uczelnia zatrzymała inwestycje, część naukowców odwołano podczas stanu wojennego. Rozpoczęto budowę gmachu Wydziału Nauk Ekonomicznych. W Piwnicach ukończono budowę radioteleskopu RT3 o wysokości 15 m oraz rozpoczęto budowę drugiego, RT4.

### Działalność UMK po 1989 roku
Przemiany polityczne i społeczno-ekonomiczne w 1989 roku przyczyniły się do poszerzenia autonomii Uniwersytetu oraz zmiany zasad funkcjonowania. W latach 90. UMK miało dużą dynamikę rozwoju w różnych sferach działalności. W 1991 roku oddano do użytku gmach Wydziału Nauk Ekonomicznych i Zarządzania, w listopadzie 1994 roku uruchomiono radioteleskop RT4, kupiono budynek hotelowy (który przekształcono w dom studencki), budynek dla Instytutu Pedagogiki i Katedry Logiki oraz klub „Prząśniczka” na rzecz Wydziału Sztuk Pięknych. Władze wojewódzkie oddały na rzecz UMK basztę Koci Łeb, gdzie ulokowano Instytut Filozofii. Rozpoczęto rozbudowę Biblioteki Uniwersyteckiej i budowę nowego gmachu Wydziału Prawa i Administracji. Pod koniec 2000 roku oddano do użytku budynek Wydziału Prawa i Administracji. W latach 90. uczelnię skomputeryzowano.
1 września 1993 roku Wydział Matematyki, Fizyki i Chemii podzielono na trzy nowe wydziały: Fizyki i Astronomii, Matematyki i Informatyki oraz Chemii. Z Wydziału Humanistycznego wydzielono Wydział Nauk Historycznych. 1 stycznia 1997 roku utworzono Centrum Astronomii, którego kierownikiem został prof. Aleksander Wolszczan. We wrześniu 1999 roku utworzono Wydział Filologiczny.
Po 2000 roku UMK otrzymało kilka nowych budynków: przy ul. Batorego, gdzie ulokowano Wydział Nauk o Polityce i Bezpieczeństwie, na obszarze zlikwidowanej Toruńskiej Przędzalni Czesankowej Merinotex, gdzie ulokowano Instytut Archeologii i Katedry Etnologii. W 2001 roku utworzono Krajowe Laboratorium Fizyki Atomowej, Molekularnej i Optycznej. W tym samym roku UMK wraz z Towarzystwem Naukowym w Toruniu i Urzędem Miasta Torunia rozpoczęło organizację Festiwalu Nauki i Sztuki. 1 października 2001 roku powołano do życia Wydział Teologiczny. 24 listopada 2004 roku doszło do fuzji z Akademią Medyczną im. Ludwika Rydygiera w Bydgoszczy. Wydziały Akademii Medycznej utworzyły Collegium Medicum UMK. W 2006 roku oddano do użytku drugi budynek Wydziału Biologii i Nauk o Ziemi.
W 2007 roku powstał Wydział Nauk Pedagogicznych, a w 2009 roku Wydział Politologii i Studiów Międzynarodowych. W 2011 roku oddano do użytku Collegium Humanisticum oraz utworzono Centrum Optyki Kwantowej. W 2012 roku wybudowano Interdyscyplinarne Centrum Nowoczesnych Technologii oraz rozbudowano Akademickie Centrum Kultury i Sztuki „Od Nowa”. W 2019 roku UMK uzyskał status Uczelni Badawczej, a w 2020 roku został pełnoprawnym członkiem konsorcjum Young Universities for the Future of Europe.

## Struktura

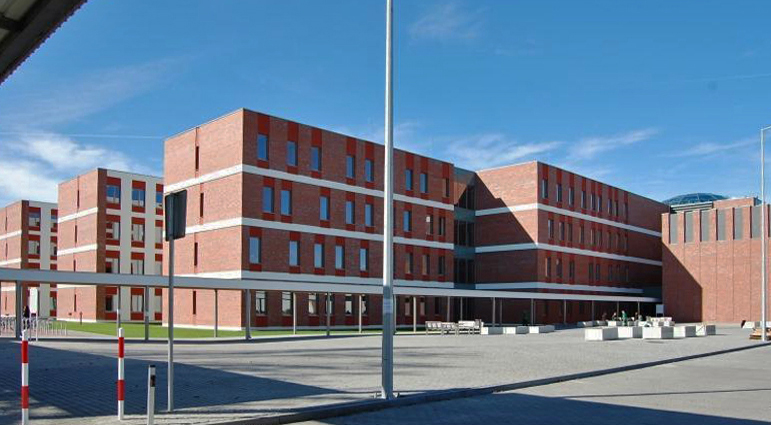
Collegium Humanisticum Wydziału Nauk Historycznych

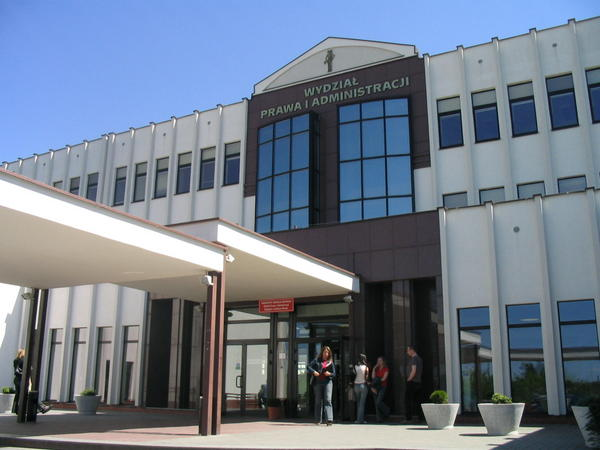
Wydział Prawa i Administracji

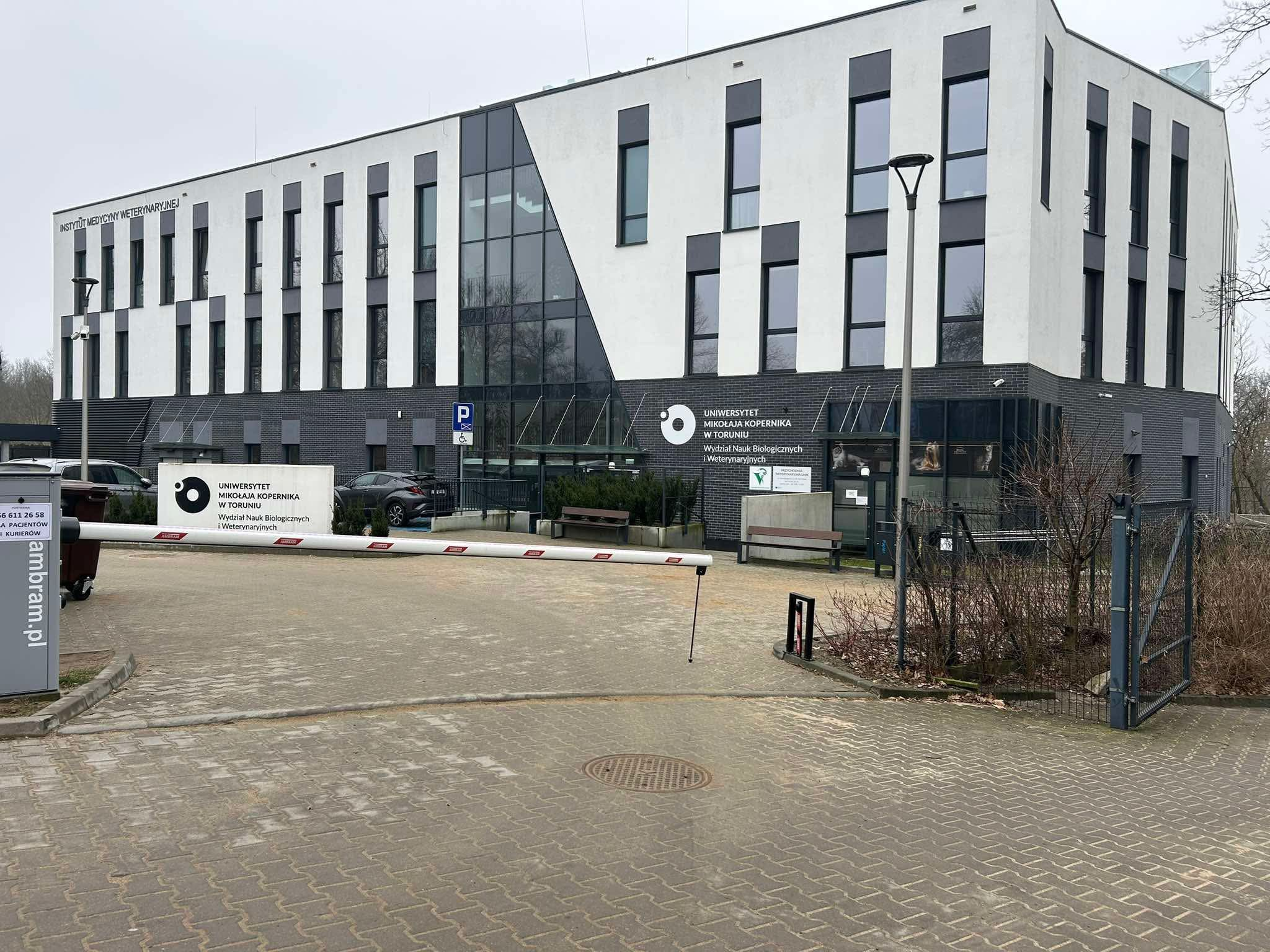
Instytut Medycyny Weterynaryjnej

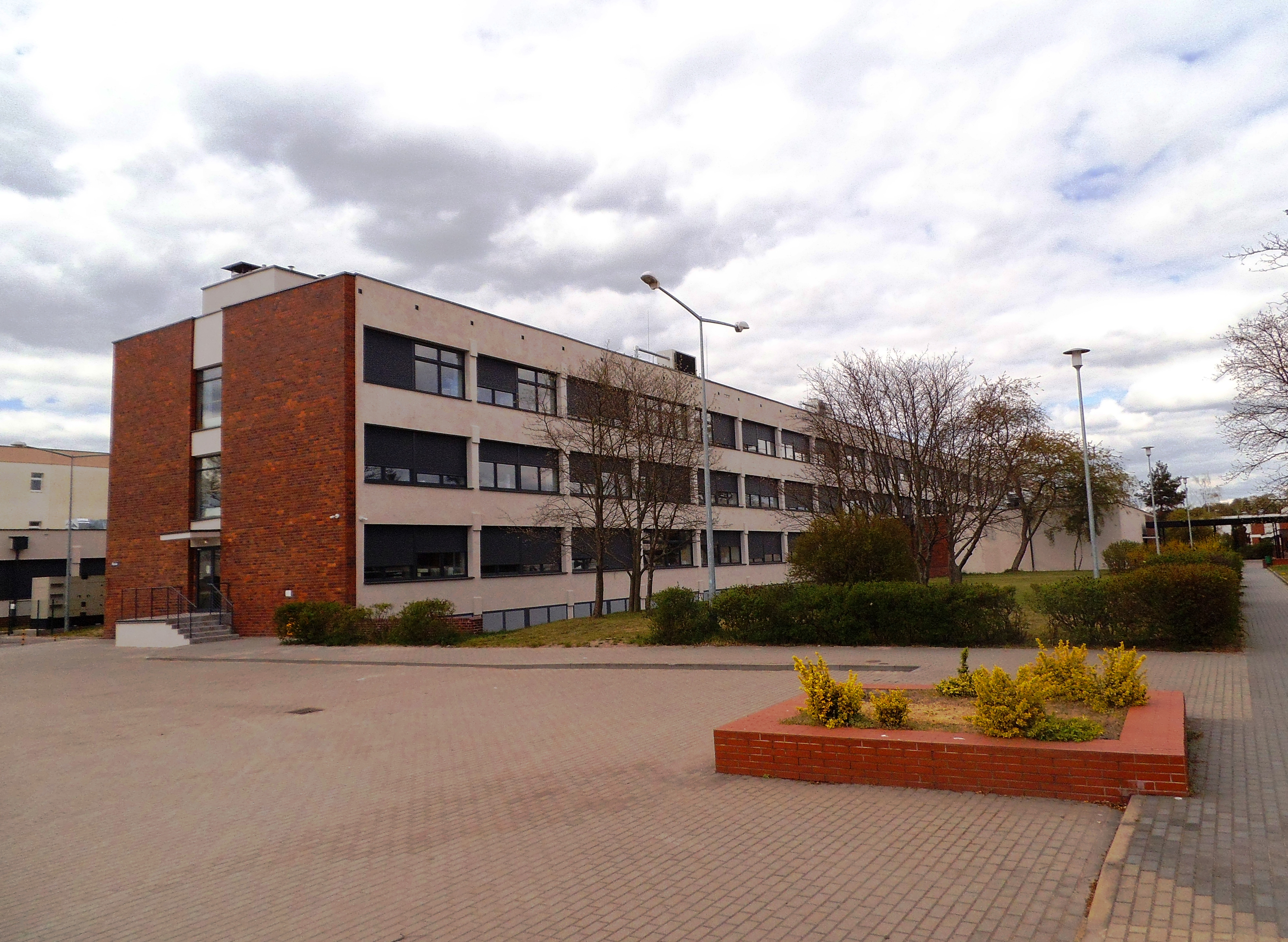
Instytut Nauk Pedagogicznych

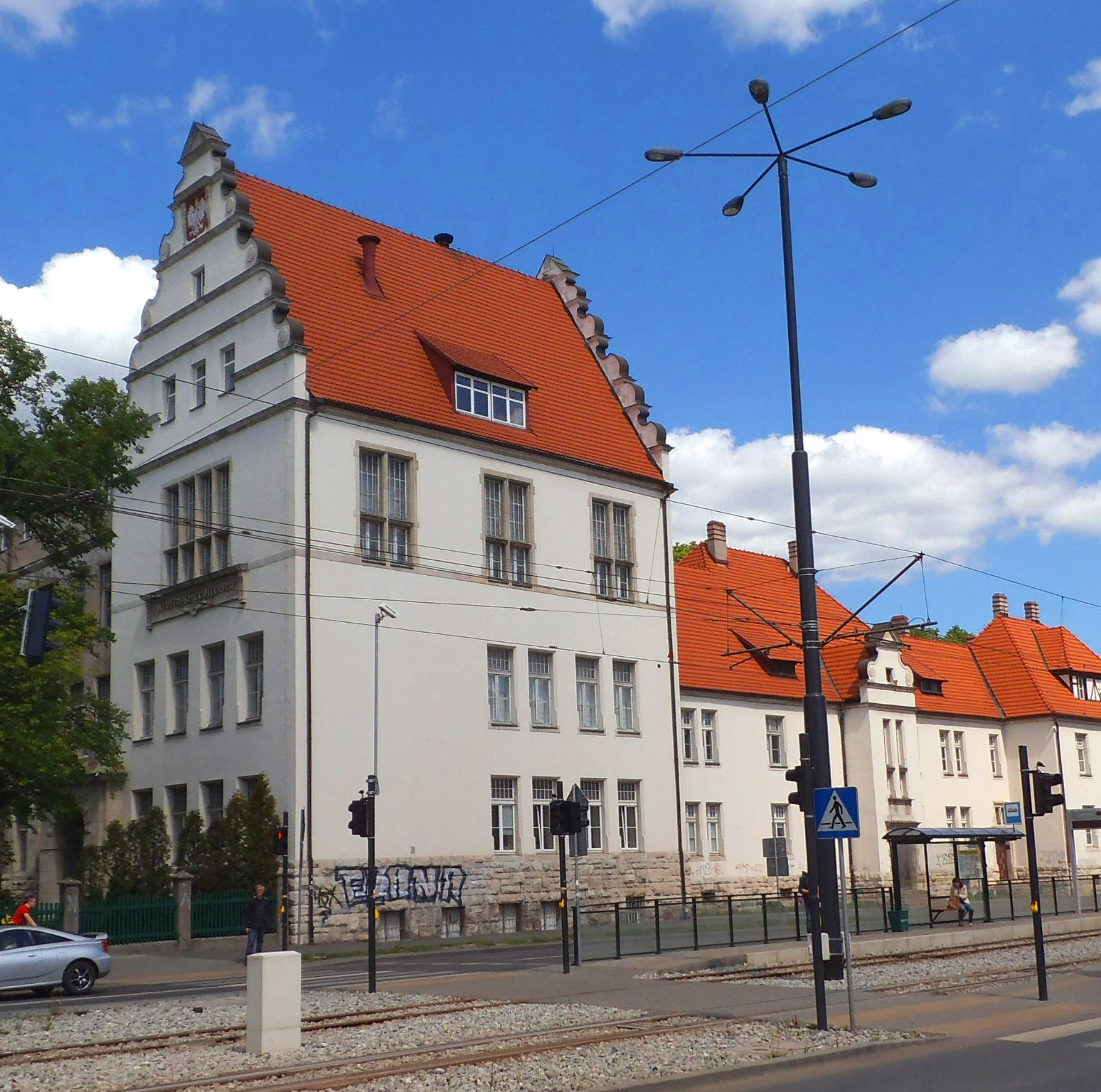
Wydział Sztuk Pięknych

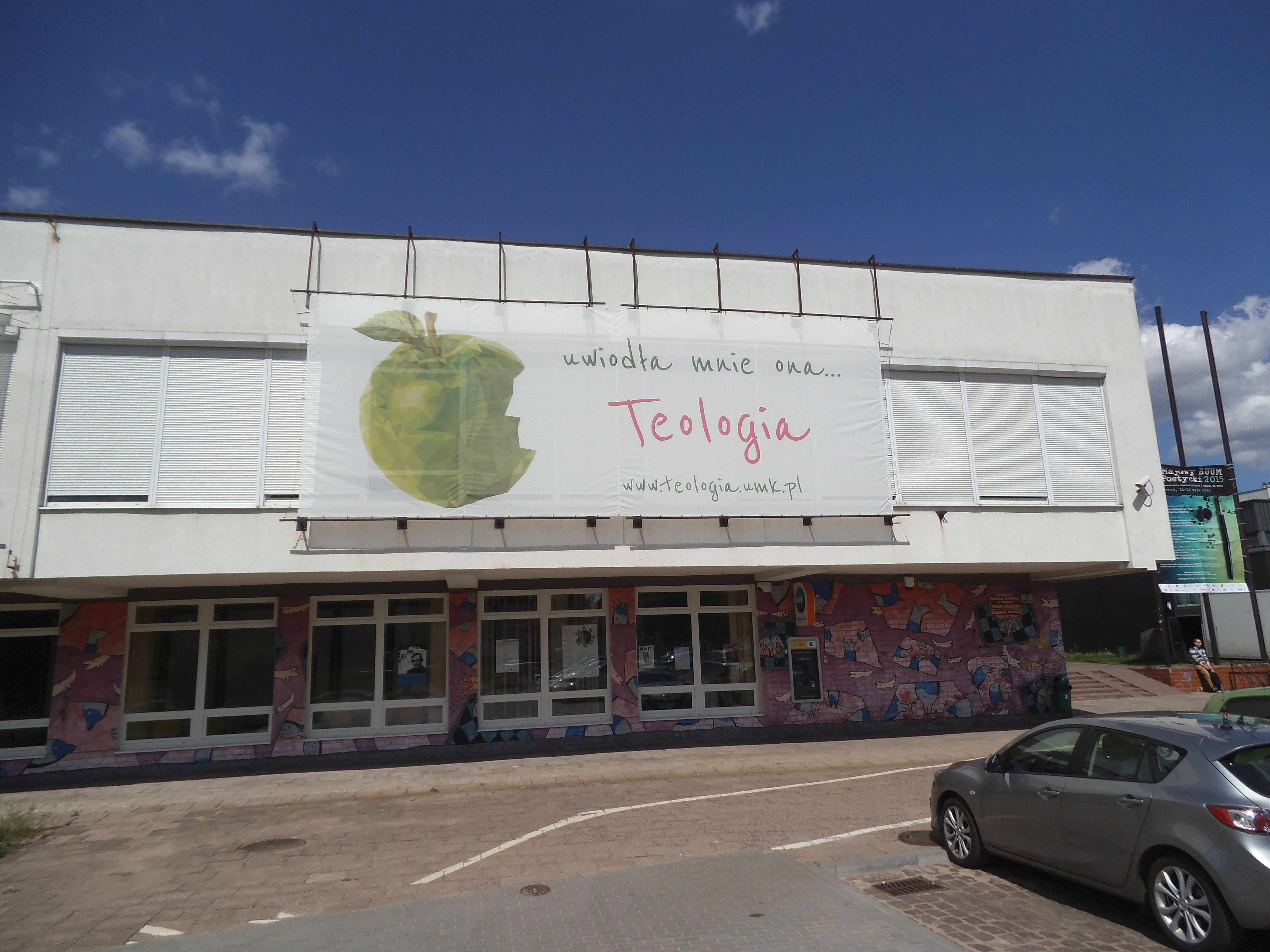
Wydział Teologiczny

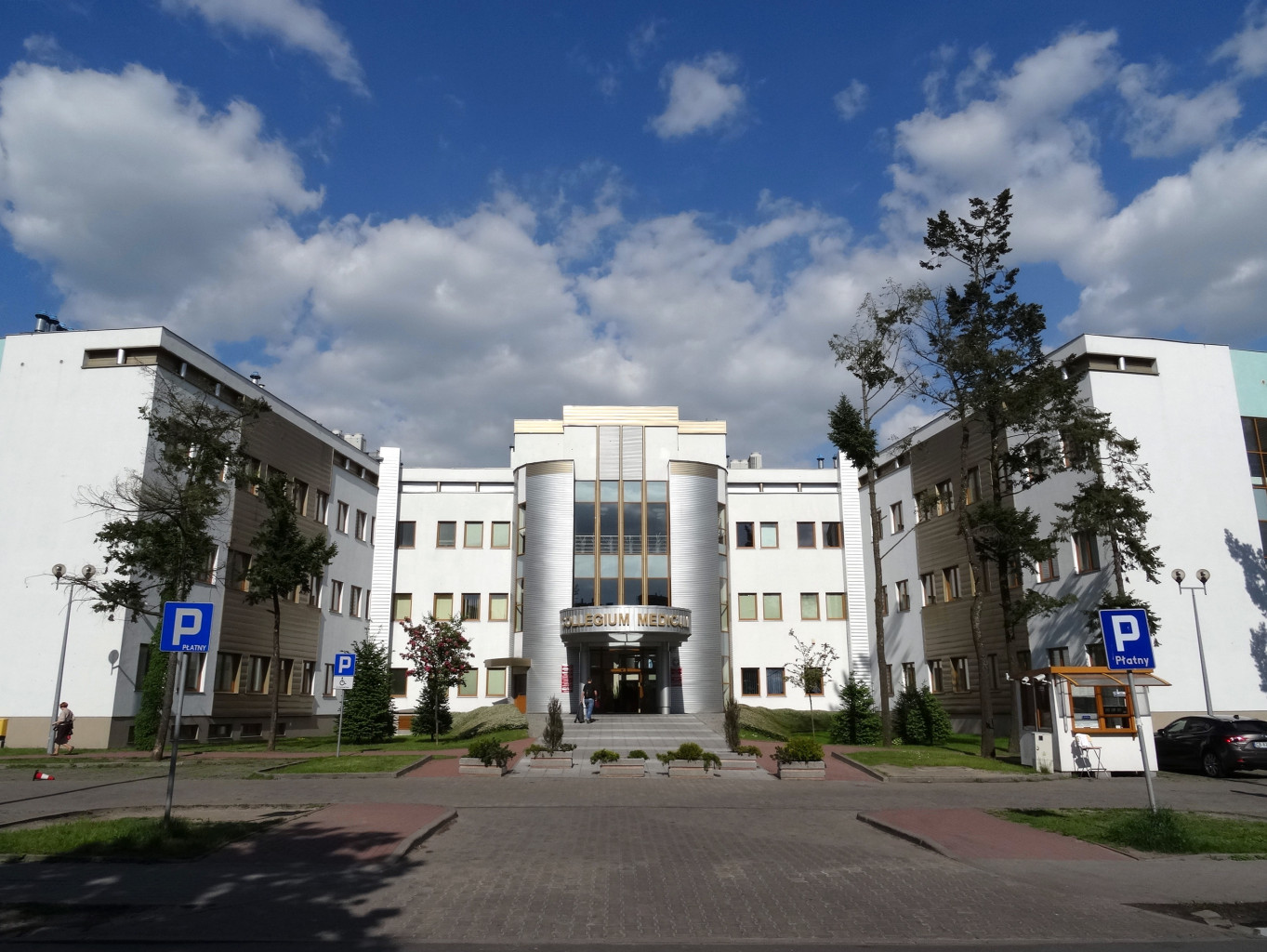
Wydział Farmaceutyczny

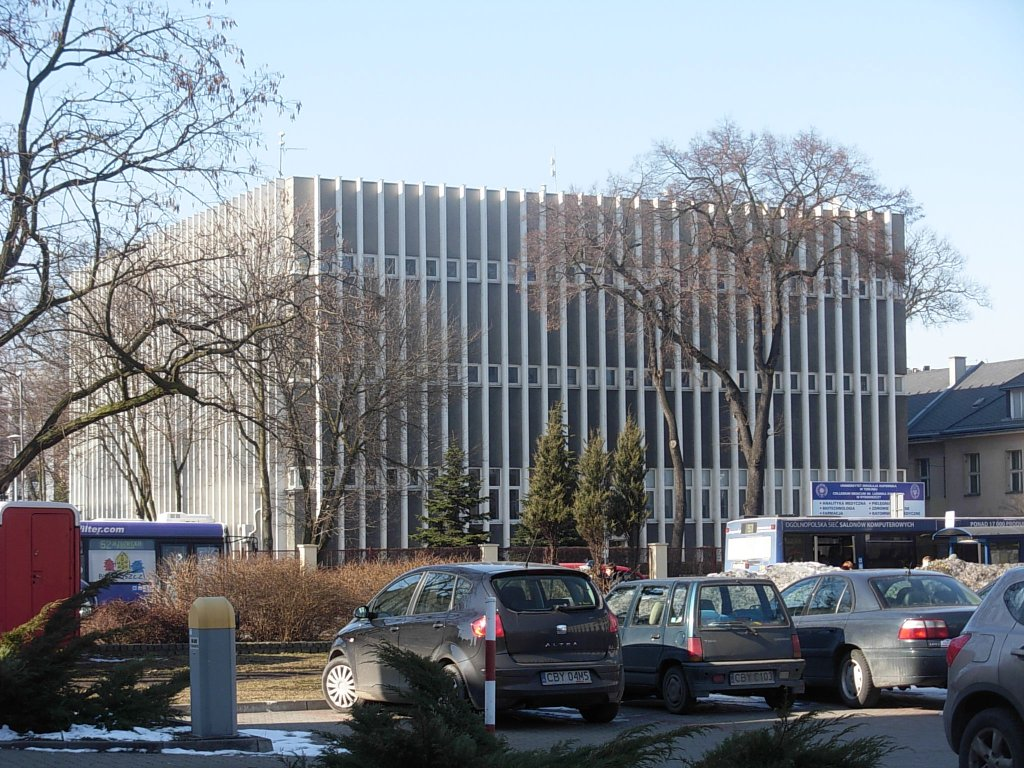
Wydział Lekarski

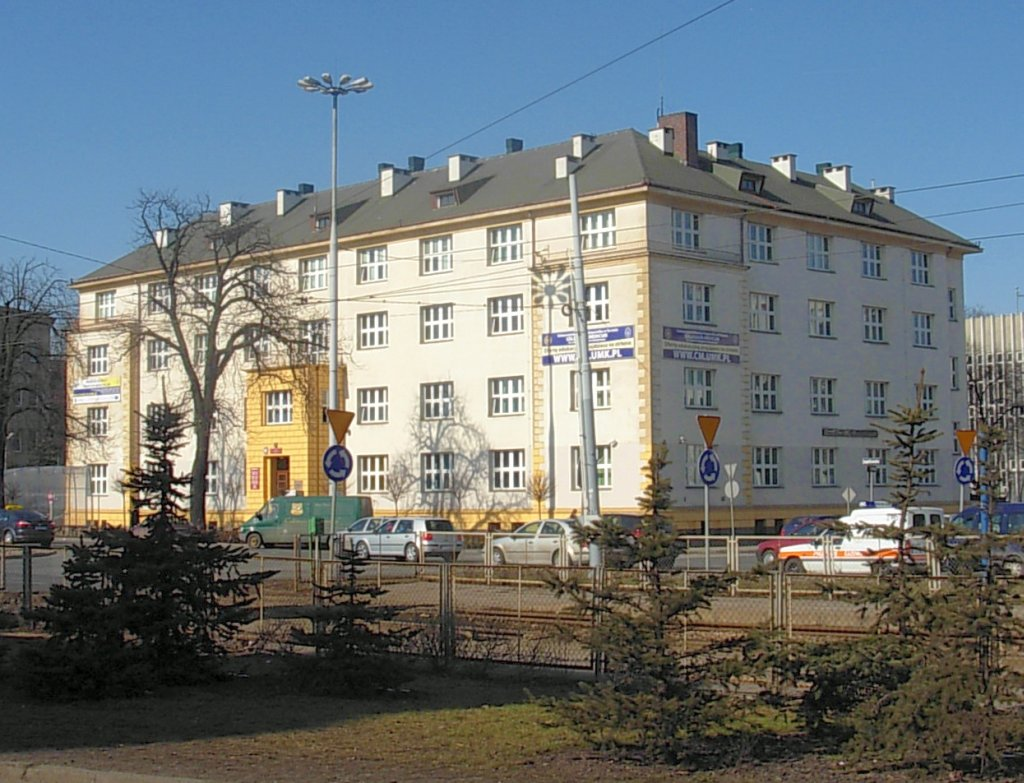
Wydział Nauk o Zdrowiu

### Wydziały i Instytuty
Od 1 października 2019 roku UMK dzieli się na 16 wydziałów - w skład 9 z nich wchodzą odpowiednie Instytuty:
- Wydział Chemii
- Wydział Filozofii i Nauk Społecznych[22]
  - Instytut Badań Informacji i Komunikacji
  - Instytut Filozofii
  - Instytut Nauk Pedagogicznych
  - Instytut Psychologii
  - Instytut Socjologii
- Wydział Fizyki, Astronomii i Informatyki Stosowanej[23]
  - Instytut Astronomii
  - Instytut Fizyki
  - Instytut Nauk Technicznych
- Wydział Humanistyczny[24]
  - Instytut Językoznawstwa
  - Instytut Literaturoznawstwa
  - Instytut Nauk o Kulturze
- Wydział Matematyki i Informatyki
- Wydział Nauk Biologicznych i Weterynaryjnych[25]
  - Instytut Biologii
  - Instytut Medycyny Weterynaryjnej
- Wydział Nauk Ekonomicznych i Zarządzania[26]
  - Instytut Ekonomii i Finansów
  - Instytut Nauk o Zarządzaniu i Jakości
- Wydział Nauk Historycznych[27]
  - Instytut Archeologii
  - Instytut Historii i Archiwistyki
- Wydział Nauk o Polityce i Bezpieczeństwie[28]
  - Instytut Nauk o Polityce
  - Instytut Nauk o Bezpieczeństwie
- Wydział Nauk o Ziemi i Gospodarki Przestrzennej[29]
  - Instytut Nauk o Ziemi i Środowisku
  - Instytut Geografii Społeczno-Ekonomicznej i Gospodarki Przestrzennej
- Wydział Prawa i Administracji
- Wydział Sztuk Pięknych
  - Instytut Sztuk Plastycznych i Konserwacji Dzieł Sztuki[30]
  - Instytut Historii Sztuki i Dziedzictwa Kulturowego[31]
- Wydział Teologiczny
- Wydział Farmaceutyczny
- Wydział Lekarski
- Wydział Nauk o Zdrowiu (Collegium Medicum w Bydgoszczy)

### Jednostki ogólnouczelniane i międzywydziałowe
- Krajowe Laboratorium Fizyki Atomowej, Molekularnej i Optycznej
- Centrum Optyki Kwantowej
- Interdyscyplinarne Centrum Nowoczesnych Technologii
- Centrum Transferu Technologii
- Instytut Medycyny Weterynaryjnej
- Centrum Badań i Konserwacji Dziedzictwa Kulturowego (założone w 2023 roku)[32]

### Stacje badawcze

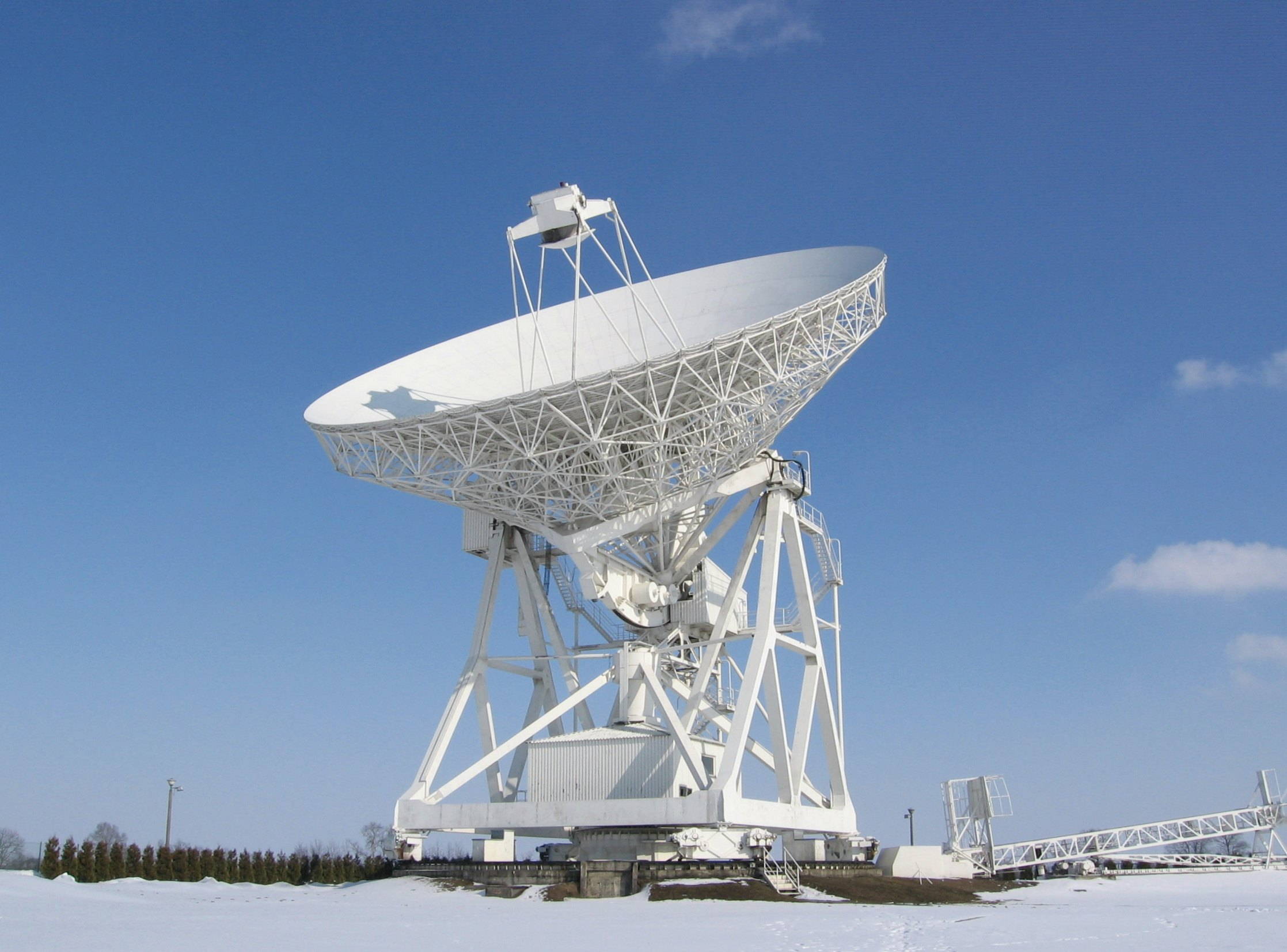
32-metrowy radioteleskop w Obserwatorium Astronomiczne UMK w Piwnicach pod Toruniem

- Stacja Badawcza w Dobiegniewie nad Wisłą
- Stacja Badawcza w Lasce i Drzewieżu na terenie Borów Tucholskich
- Stacja Limnologiczna w Iławie
- Stacja Badawcza w Popówce
- Stacja w Koniczynce
- Stacja w Bachotku
- Stacja Polarna

### Obserwatorium Astronomiczne UMK
- Obserwatorium Astronomiczne – ośrodek astronomiczny Uniwersytetu, kształcący studentów Wydziału Fizyki, Astronomii i Informatyki Stosowanej, a także służący obserwacji kosmosu, badaniom naukowym oraz popularyzacji wiedzy o wszechświecie.

### Inne
- Uniwersyteckie Liceum Ogólnokształcące
- Akademicko-naukowa sieć komputerowa TORMAN

## Baza uczelni

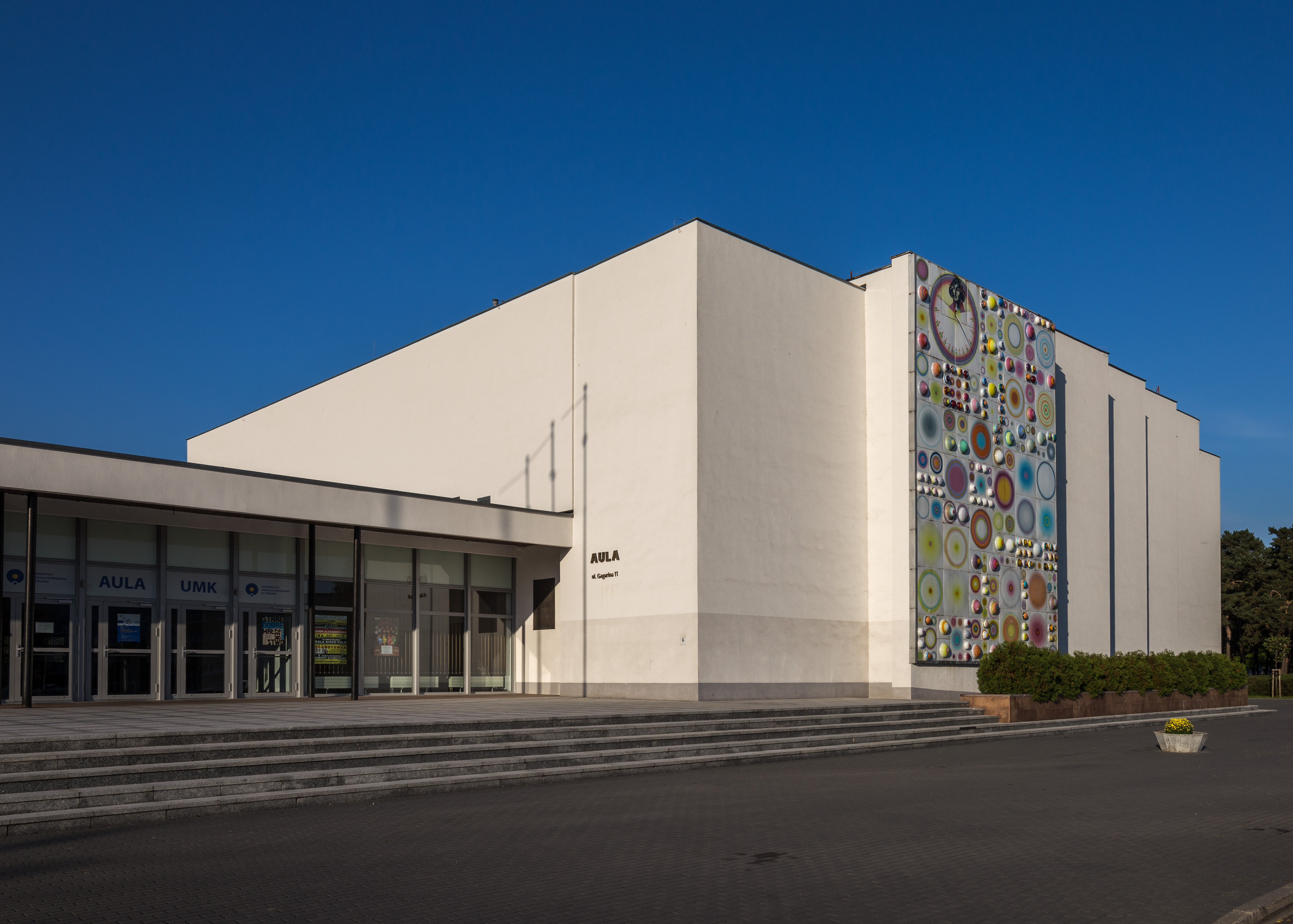
Aula Uniwersytecka na Bielanach, mozaika Stefana Knappa

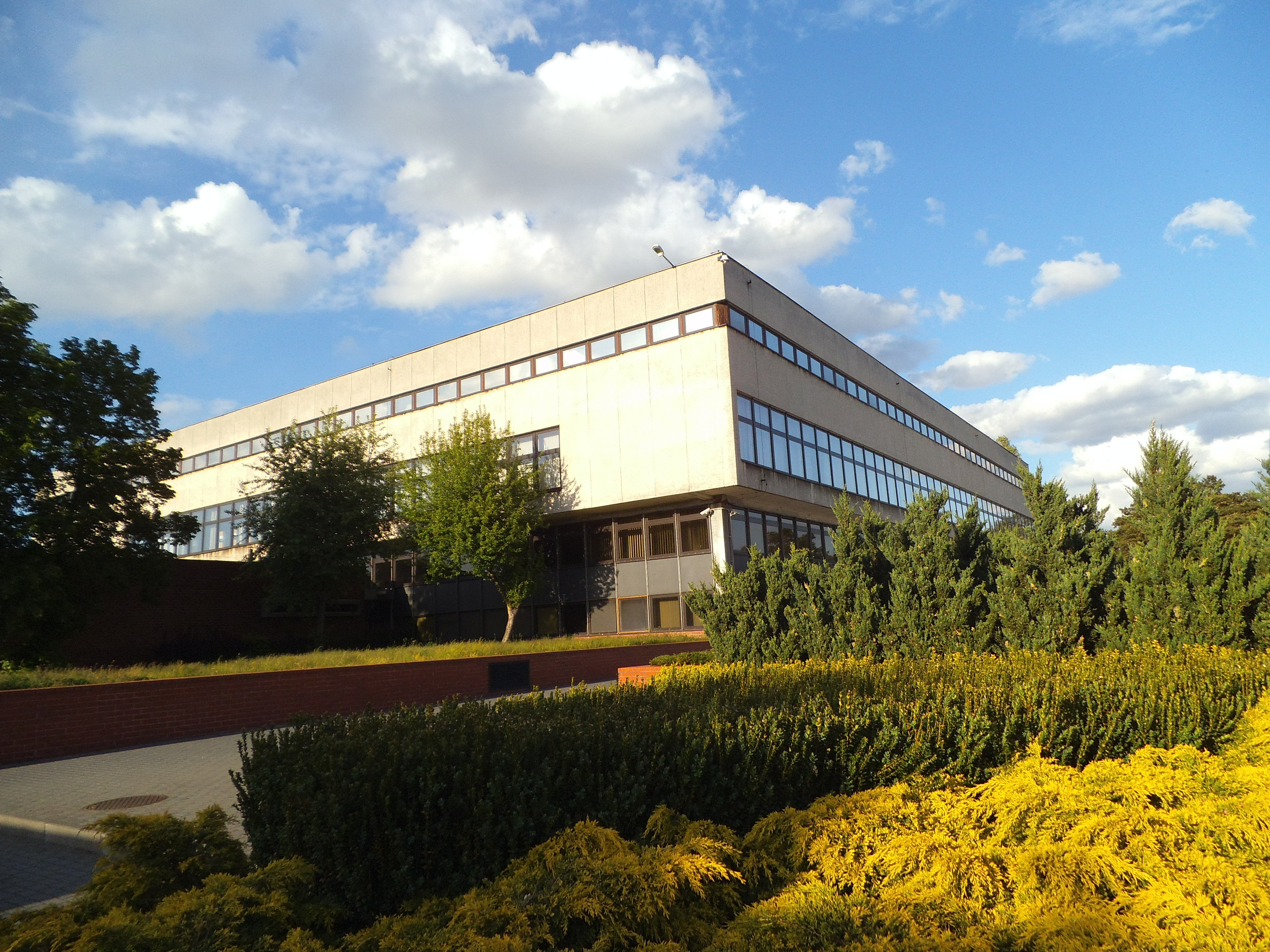
Biblioteka Główna

### Kampus
Największym skupiskiem budynków UMK jest kampus zlokalizowany na toruńskich Bielanach, którego budowa rozpoczęła się w latach 60. Obecnie na terenie kampusu znajdują się najważniejsze budynki administracyjne, część domów studenckich oraz wydziałów, a także Akademickie Centrum Kultury i Sztuki „Od Nowa”. W roku 2013 oddane do użytku zostało Uczelniane Centrum Sportowe zlokalizowane na rogu ulic św. Klemensa i św. Józefa. Obecnie spośród 16 wydziałów swoją siedzibę na terenie kampusu mają:
- Wydział Chemii,
- Wydział Nauk Biologicznych i Weterynaryjnych,
- Wydział Nauk o Ziemi i Gospodarki Przestrzennej,
- Wydział Nauk Ekonomicznych i Zarządzania,
- Wydział Prawa i Administracji,
- Wydział Filozofii i Nauk Społecznych (Instytut Nauk Pedagogicznych ul. Lwowska 1 – w starym budynku Wydziału Biologii oraz Instytut Badań Informacji i Komunikacjii ul. Bojarskiego 1 w Collegium Humanisticum),
- Collegium Humanisticum – siedziba Wydziału Nauk Historycznych, w kolejnych latach sukcesywnie Wydziału Humanistycznego.

Ponadto na terenie kampusu znajduje się Biblioteka Główna, Rektorat oraz Aula.
W niedalekim sąsiedztwie kampusu akademickiego mieszczą się Wydział Teologii oraz Wydział Sztuk Pięknych. Wzdłuż ulicy Karola Olszewskiego rozmieszczone są Domy Studenckie nr 7, 8, 9, 10, 11,; a także dwa hotele asystenckie. W niedużej odległości od kampusu, przy ulicy Reja znajduje się Dom Studencki nr 12.

### Centrum
W centrum Torunia zlokalizowane są gmachy reprezentacyjne uczelni (Collegium Maius oraz Collegium Maximum) oraz kilka wydziałów i część domów studenckich. Spośród wydziałów są to:
- Wydział Humanistyczny (w gmachu Collegium Maius) przy ul. Fosa Staromiejska 3
- Wydział Filozofii i Nauk Społecznych (w gmachu Collegium Minus, a w nim Instytut Filozofii, Instytut Psychologii oraz Instytut Socjologii) przy ul. Fosa Staromiejska 1a
- Wydział Matematyki i Informatyki przy ul. Chopina
- Wydział Fizyki, Astronomii i Informatyki Stosowanej (wraz z Centrum Optyki Kwantowej) przy ul. Grudziądzkiej

Ponadto w kwartale ulic Mickiewicza, Moniuszki, Słowackiego i Tujakowskiego mieszczą się Domy Studenckie nr 1, 2, 3, 5 i 6.

### Inne części miasta
Poza dwiema podstawowymi bazami uczelni siedzibę przy ul. Batorego ma Wydział Nauk o Polityce i Bezpieczeństwie oraz część Wydziału Nauk Historycznych. Część jednostek Wydziału Nauk Historycznych (Instytut Archeologii) znajduje się też przy Szosie Bydgoskiej, na terenie dawnej fabryki Merinotex. 
Instytut Medycyny Weterynaryjnej jak i wchodząca w jego skład klinika dla koni, przychodnia dla małych zwierząt domowych i stanowiska dla zwierząt hodowlanych znajdują się przy Szosie Bydgoskiej 13.
Niektóre jednostki Wydziału Sztuk Pięknych zlokalizowane są przy ul. Sienkiewicza (Zakład Edukacji Artystycznej) i Szosie Bydgoskiej (Zakład Rysunku i Zakład Rzeźby).

## UMK w liczbach
Uniwersytet Mikołaja Kopernika w Toruniu jest najstarszą i największą uczelnią w regionie. Obecnie istnieje 71 kierunków w Toruniu, oraz 10 kierunków w Collegium Medicum. W roku akademickim 2018/2019 otwarto Centrum Weterynarii.
Uczelnia kształci ponad 32 tysiące studentów na studiach dziennych, zaocznych, doktoranckich i podyplomowych. Wśród ponad 4360 pracowników jest 2222 nauczycieli akademickich, w tym 610 posiada tytuł naukowy profesora lub stopień doktora habilitowanego, 1144 doktorów, 468 magistrów i lekarzy.
Uniwersytet posiada prawa do prowadzenia studiów doktoranckich w 21 dyscyplinach (od roku akademickiego 2010/2011 ruszają interdyscyplinarne studia doktoranckie w zakresie nauk ścisłych i przyrodniczych), prowadzi 130 kursów i studiów podyplomowych oraz studia MBA na Wydziale Nauk Ekonomicznych i Zarządzania. Na uczelni istnieje ponad 100 kół studenckich. Do dyspozycji pracowników i studentów w zbiorach Biblioteki Uniwersyteckiej jest ponad milion książek, 500 tysięcy czasopism i prawie milion jednostek zbiorów specjalnych (rękopisy, mikrofilmy, materiały audio-wizualne), a także ponad 100 tysięcy woluminów w zasobach Biblioteki Medycznej w Bydgoszczy. Osobną jednostką systemu biblioteczno-informacyjnego jest także Biblioteka Brytyjska UMK, prowadzona przy udziale British Council.

## Rektorzy Uniwersytetu Mikołaja Kopernika

### Poczet rektorów
1. prof. dr hab. Ludwik Kolankowski (1945–1948)
2. prof. dr hab. Karol Koranyi (1948–1951)
3. prof. dr Leon Kurowski (1951–1952)
4. prof. dr hab. Antoni Basiński (1952–1956)
5. prof. dr hab. Henryk Szarski (1956–1959)
6. prof. dr Stanisław Jaśkowski (1959–1962)
7. prof. dr inż., dr h.c. Antoni Swinarski (1962–1965)
8. prof. dr, dr h.c. Witold Łukaszewicz (1965–1975)
9. prof. dr hab. Wiesław Woźnicki (1975–1978)
10. prof. dr hab. Ryszard Bohr (1978–1981)
11. prof. dr hab. Stanisław Tadeusz Dembiński (1981–1982)
12. prof. dr hab. Jan Kopcewicz (1982–1984)
13. prof. dr hab. Stanisław Łęgowski (1984–1987)
14. prof. dr hab. Jan Kopcewicz (1987–1990)
15. prof. dr hab. Sławomir Kalembka (1990–1993)
16. dr hab. Andrzej Jamiołkowski, prof. UMK (1993–1999)
17. prof. dr hab. Jan Kopcewicz (1999–2005)
18. dr hab. Andrzej Jamiołkowski, prof. UMK (2005–2008)
19. prof. dr hab. Andrzej Radzimiński (2008–2012)
20. prof. dr hab. Andrzej Tretyn (2012–2020)
21. prof. dr hab. Andrzej Sokala (2020–2024)
22. prof. dr hab. Andrzej Tretyn (od 2024)

### Władze uczelni
Władze rektorskie na kadencję 2024–2028:
| Stanowisko                                                                | Imię i nazwisko                        |
| ------------------------------------------------------------------------- | -------------------------------------- |
| Rektor                                                                    | prof. dr hab. Andrzej Tretyn           |
| Prorektor ds. nauki                                                       | dr hab. Adam Kola, prof UMK            |
| Prorektorka ds. kontaktów międzynarodowych                                | dr hab. Magdalena Barwiołek, prof. UMK |
| Prorektor ds. Collegium Medicum                                           | prof. dr hab. Dariusz Grzanka          |
| Prorektorka ds. promocji i współpracy z otoczeniem społeczno-gospodarczym | dr hab. Joanna Kucharzewska, prof. UMK |
| Prorektor ds. kadrowych i polityki finansowej                             | dr hab. Radosław Sojak, prof. UMK      |
| Prorektorka ds. studenckich i kształcenia                                 | dr hab. Monika Wałachowska, prof. UMK  |

## Działalność promocyjna uczelni
Uniwersytet Mikołaja Kopernika organizuje cykliczną imprezę – Ogólnopolskie Targi Ofert Edukacji Akademickiej. Odbywa się ona od 1994 roku i skierowana jest do młodzieży szkół średnich.
Od 2001 roku UMK we współpracy z Urzędem Miasta Torunia i Towarzystwem Naukowym w Toruniu organizuje trwający 4 dni Festiwal Nauki i Sztuki. Jest to impreza zmierzająca do popularyzacji nauki i sztuki wśród mieszkańców Torunia i regionu.